# Thierry Mugler
Thierry Mugler (født 21. december 1948 i Strasbourg, død 23. januar 2022) var en fransk modeskaber. Mugler flyttede til Paris i 1970 og arbejdede med at lave vinduesopstillinger, men designede tøj i sin fritid. Han færdiggjorde sin første tøjlinje, Café de Paris, i 1973, og fik sit eget mærke i 1975. 
Mugler blev berømt for at finde inspiration til sin stil i amerikanske biler fra 1970'erne og i film noir og i insekter. 
Blandt hans mest berømte kreationer er de korsetter, Madonna brugte under sine koncerter samt Sharon Stones dragter.